# アリールアセトニトリラーゼ
アリールアセトニトリラーゼ(Arylacetonitrilase, EC 3.5.5.5)は、以下の化学反応を触媒する酵素である。
4-クロロフェニルアセトニトリル + 2 H2O {\displaystyle \rightleftharpoons } 4-クロロフェニル酢酸 + アンモニア
従って、この酵素の2つの基質は、4-クロロフェニルアセトニトリルと水、一方、2つの生成物は、4-クロロフェニル酢酸とエチルアミンである。
この酵素は、加水分解酵素の中で、ペプチド結合以外の炭素-窒素結合、特にニトリルに作用するものとして分類される。系統名は、アリールアセトニトリル アミノヒドロラーゼ(arylacetonitrile aminohydrolase)である。シアノアミノ酸代謝に関与している。